# Kronprins Frederiks og Kronprinsesse Ingrids ankomst til Købehavns Toldbod 26 maj 1935
Kronprins Frederiks og Kronprinsesse Ingrids ankomst til Købehavns Toldbod 26 maj 1935 er en dansk dokumentarfilm fra 1935 instrueret af Maagaard Christensen.

## Handling
Denne artikel mangler et handlingsreferat. Hjælp os med at skrive det.